# Fredy Schmidtke
Fredy Schmidtke (Worringen, 1 de julho de 1961 — 1 de dezembro de 2017) foi um ciclista de pista alemão que representou a Alemanha Ocidental nos Jogos Olímpicos de Verão de 1984, em Los Angeles, onde conquistou a medalha de ouro na prova de contrarrelógio (1 000 m).
Schmidtke morreu de ataque cardíaco em 1 de dezembro de 2017, aos 56 anos.